# Boston Manor House
Cet article possède un paronyme, voir Boston Manor.
Boston Manor House est une maison historique de Brentford, dans le Grand Londres (parfois appelée Boston House, Burston, Borderston), sur le lieu-dit de New Brenford, situé le long de la Boston Manor Road, un segment de la A3002.

## Histoire
Le nom de Boston, noté pour la première fois en 1170, pourrait venir de Bord's Farm by the Stone. Le seigneur en est Ralph de Brito, qui par la suite bâtit l'église Saint-Laurent de Brentford. En 1280, ce territoire est donné à l'église St Helen's Bishopsgate. Lors de la dissolution des monastères, le couvent revient à la Couronne britannique, qui le revend en 1547 à Edward Seymour. Plus tard, le terrain appartint au banquier Thomas Gresham, puis il passa à son beau-fils William Reade. Sa femme, Lady Mary (plus tard Lady Mary Spencer) fit bâtir la maison actuelle, qui fut terminée vers 1622, puis partiellement incendiée.
La maison devint la propriété d'un marchand de la Cité de Londres, James Clitherow en 1680. L'homme politique John Clitherow y décède en 1852. La résidence demeura dans la famille jusqu'en 1923, quand elle devint un musée, et la partie de ses terrains, qui formait la Boston Farm, utilisée pour créer le Blondin Park. C'est un monument classé de Grade I.
Le manoir est desservi par la station de métro Boston Manor et la gare de Brentford.